# Strigamia engadina
Strigamia engadina är en mångfotingart som först beskrevs av Karl Wilhelm Verhoeff 1935.  Strigamia engadina ingår i släktet Strigamia och familjen spoljordkrypare. Inga underarter finns listade i Catalogue of Life.